# Фрейденберг, Борис Викторович
Бори́с Ви́кторович (Бернга́рд) Фрейденбе́рг (до 1850 — после 1917) — русский архитектор, работавший в Москве в последней четверти XIX века. Мастер эклектики и русского стиля. Начиная с 1874, был востребован московским купечеством как строитель деловых центров. Постройки Фрейденберга определяют облик Неглинной улицы и (наравне с Р. И. Клейном и В. В. Шервудом) делового центра Москвы в Китай-городе. Автор таких памятников, как Сандуновские бани, старый корпус музея русских древностей П. И. Щукина, больница имени Бахрушиных на Стромынке.

## Биография
Учился сначала в Московском училище живописи, ваяния и зодчества, а с 1876 года в Императорской Академии художеств. После окончания Академии в 1877 году получил звание классного художника архитектуры 3-й степени. За строительство доходных домов «Товарищества Петровских торговых линий в Москве» и проект здания Городской думы получил звание классного художника архитектуры 1-й степени. В 1896 году участвовал в подготовке Москвы к коронационным торжествам, оформлял Мясницкую улицe от Лубянской площади до площади Красных Ворот.
В ходе постройки Сандуновских бань (1894—1895) Фрейденберг из-за конфликта с взбалмошным заказчиком (А. Н. Ганецким) был вынужден разорвать контракт и покинуть Москву. Этим оборвалась его исключительно успешная карьера; его следующая по времени постройка в Москве — Петровский пассаж — состоялась только в 1902—1906. Здание Сандунов достроил помощник Фрейденберга, С. М. Калугин.

## Постройки Фрейденберга
- 2-я половина XIX в. — Городская усадьба А. П. Карамышевой,  памятник архитектуры (региональный).
- 1874—1876 — Доходные дома «Товарищества Петровских торговых линий в Москве» (совместно с С. Н. Шестаковым, К. К. Гиппиусом, А. Н. Кардо-Сысоевым).
- 1882—1883 — ансамбль домов Московского купеческого общества (Пашков двор), Большой Черкасский переулок, 7 / Новая площадь 8—10,  ЦГФО.
- 1882 — Новый Театр антрепризы Лентовского на Театральной площади (Театр Шелапутина).
- 1882 — Московский торговый банк, Ильинка, 10 (перестройка дома работы М. Ф. Казакова: дом получил эклектичную отделку с отдельными мотивами итальянского Ренессанса).
- 1884 — Московский купеческий банк, Ильинка, 14 (перестройка дома работы О. И. Бове: здание было надстроено, фасад получил оформление в формах эклектики с барочными и классическими мотивами),  памятник архитектуры (региональный).
- 1884—1887, 1890—1892 (либо 1887—1895) — Больница и дом призрения имени братьев Бахрушиных, Улица Стромынка, 7 (совместно с М. Н. Чичаговым),  памятник архитектуры (вновь выявленный объект).
- 1887—1888 — Александровское коммерческое училище, Старая Басманная улица, 21/4 (перестройка здания Константиновского межевого института, бывшей усадьбы А. Б. Куракина работы М. Ф. Казакова),  памятник архитектуры (региональный).
- 1887—1889 — доходный дом, Ильинка, 8, стр. 1,  ЦГФО
- 1889—1890 — Волжско-Камский банк (дом Московского купеческого общества), Ильинка, 8 стр. 2 (перестройка дома работы М. Ф. Казакова),  памятник архитектуры (региональный).
- 1890 — доходный дом В. А. Александрова (?), Николоямская улица, 22, стр. 1,  ЦГФО.
- 1891 — доходный дом А. Г. Толмачёвой, Камергерский переулок, 1/6 (совместно с Э. С. Юдицким),  ЦГФО.
- 1893 — Доходный дом Джамгаровых, Кузнецкий Мост, 18/7
- 1894 — дом капеллана, службы и ограда англиканской церкви Св. Андрея, Вознесенский переулок, 8/5, стр. 1 и 5,  памятник архитектуры (региональный).
- 1894—1895 — Сандуновские бани, Неглинная улица, 14 (оставил работу, не поладив с заказчиком, здание завершено С. М. Калугиным при участии В. И. Чагина),  памятник архитектуры (региональный).
- 1892—1895 — «старый» корпус Музея русских древностей П. И. Щукина,  памятник архитектуры (федеральный).
- 1902—1906 — Петровский пассаж, Петровка, 10 (совместно с С. М. Калугиным),  памятник архитектуры (региональный).
- 1906 — Марфо-Мариинская обитель, Большая Ордынка, 34 (совместно с А. В. Щусевым и Л. В. Стеженским) — в том числе покои Великой княгини Елизаветы Федоровны (стр. 5, с 2008 года — дом-музей Елизаветы Фёдоровны[2]) и воскресная школа с квартирой священника (стр. 7),  памятник архитектуры (федеральный)